# Eine halbe Ewigkeit
Eine halbe Ewigkeit ist ein deutscher Liebesfilm von Matthias Tiefenbacher aus dem Jahr 2011.

## Handlung
Drei Tage vor der Einsegnung der jungen Schwester Hilde, die eine evangelische Nonne im Kloster Ilmenbeck werden will, stellt sich Äbtissin Elisabeth gegen sie. Hilde war die Nacht bei einer Freundin gewesen, der es schlecht ging, und hat so trotz christlicher Nächstenliebe gegen die Klosterregeln verstoßen. Das Nein der Äbtissin würde die Einsegnung verhindern.
Unweit des Klosters kommen Harry Berg und Paul Keller auf ihren Motorrädern an. Beide wuchsen als Brüder auf, auch wenn Harry ein Pflegekind war. Sie gingen 1958 nach Amerika, arbeiteten als Roadies für verschiedene Künstler und führten kleine Läden. Nun sind sie nach Deutschland zurückgekehrt und Harry ist auf der Suche nach seiner Jugendliebe Elli. Ein Freund von damals arbeitet inzwischen als Apotheker und hilft dem magenkranken Harry mit einem Ersatzmedikament aus. Er eröffnet ihm, dass Elli inzwischen Äbtissin eines evangelischen Klosters geworden ist.
Elisabeth ist wenig erfreut, Harry nach all den Jahren wiederzusehen. Er hatte sie damals scheinbar aus heiterem Himmel verlassen. Harry verteidigt sich, er habe in den ersten Jahren täglich Briefe an sie geschrieben, aber nie eine Antwort erhalten. Die Briefe gingen über den Mittelsmann Fred, da Ellis Eltern nichts von ihrer Beziehung zu Harry wissen durften. Es stellt sich heraus, dass Fred die Briefe und auch Anrufe nie weitergab, weil er selbst Elli liebte.
Es kommt zum Bruch zwischen Elli und Fred, der seit der damaligen Zeit unweit des Klosters lebt und täglich Führungen für Touristen im Kloster leitet, um Elli nah zu sein, obwohl er jahrzehntelang glücklich verheiratet war. Obwohl Elli weiß, dass sie Harry unrecht getan hat, unterdrückt sie ihre Gefühle. Sie ahnt nicht, dass er Magenkrebs in fortgeschrittenem Stadium hat und eine Operation verweigert, dass sein Besuch bei ihr also möglicherweise sein letzter sein wird.
Paul erkennt unterdessen, dass Schwester Hilde seine Großnichte ist. Hilde wurde als Baby ausgesetzt und hatte einen Zettel bei sich, auf dem ihr Name „Schwanhilde“ stand. In Pauls Familie erhalten seit Generationen alle Frauen diesen seltenen Namen, sodass er ahnt, dass die junge Frau die Enkelin seiner verstorbenen Schwester ist. Hilde ist glücklich, in ihm ein Band zu ihrer Familie gefunden zu haben.
Elisabeth schafft es schließlich, über ihre Auseinandersetzung mit Harry und ihren Gefühlen zu ihm, Hildes tiefe Verbundenheit zu Gott zu erkennen. Sie gibt ihre Einwilligung zur Einsegnung.
Harry sieht ein, dass Elisabeth ihn loswerden will. Er bittet sie um ein letztes Treffen, bei dem er sie zu einem See führt, an dem sie als Paar oft waren. Er hat vom Apotheker einen alten Film erhalten, den er damals mit dessen Kamera aufnahm. Er spielt diesen Film ab, der Harry und Elisabeth als Jugendliche beim ausgelassenen Spiel im See zeigt. Elisabeth wird von ihren Gefühlen überwältigt, auch wenn sie an ihrem Glauben festhält. Am Tag der Einsegnung erfährt sie, dass Fred sie beim Oberen und der Oberin angezeigt hat, habe sie doch entgegen der Klosterregeln ein Verhältnis zu einem Mann. Harry verabschiedet sich von ihr, fährt empört zu Fred und verprügelt ihn. Wenig später bricht Harry zusammen und wird ins Krankenhaus eingeliefert. Er hat Magenblutungen. Elisabeth hat bei der Befragung durch den Oberen nicht abgestritten, mit Harry zusammen zu sein, obwohl ihr die Antwort, es sei alles gelogen, praktisch in den Mund gelegt worden war. Nun sucht sie ihn im Krankenhaus auf und eröffnet ihm, ihr Leben an seiner Seite verbringen zu wollen. Harry kann sie nicht umstimmen und so legt sie ihre Nonnentracht ab und zieht aus dem Kloster aus. Sie hat Harry dazu bringen können, einer Operation zuzustimmen. Gemeinsam erfüllen sie sich jedoch zunächst einen Herzenswunsch: Sie reisen nach Italien.

## Produktion

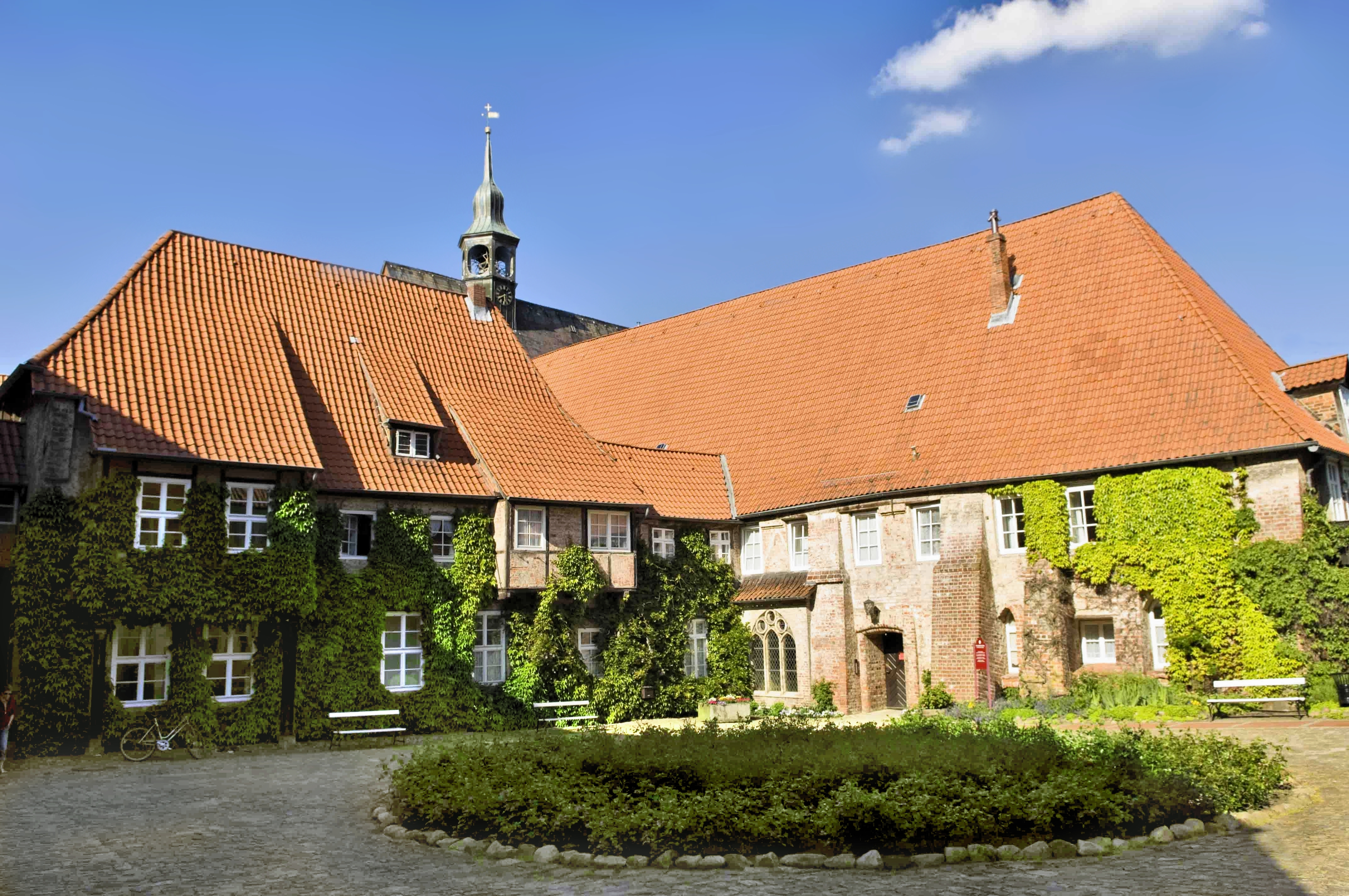
Kloster Lüne, der Hauptdrehort des Films

Eine halbe Ewigkeit wurde vom 15. Juni bis 15. Juli 2010 in Lüneburg und Umgebung gedreht. Beim Klostergebäude handelt es sich um das Kloster Lüne mit der Klosterkirche St. Bartholomäi.
Der Film wurde am 25. Juni 2011 auf dem Filmfest München uraufgeführt und lief am 30. März 2012 auf dem Ersten erstmals im deutschen Fernsehen. Dabei wurde er von etwa 4,26 Mio. Zuschauern gesehen, was einem Marktanteil von 13,8 Prozent entsprach.

## Kritik
„Nuancenreich und mit viel Feingefühl“, befand TV Movie und vergab für Eine halbe Ewigkeit die beste Bewertung (roter Stern).
Der film-dienst lobte den Film als gut gespielt und schrieb, dass sich das Drama „um Zwischentöne und die Vermeidung sentimentaler Klischees bemüht.“

## Auszeichnungen
Cornelia Froboess wurde 2011 für einen Hessischen Fernsehpreis als Beste Schauspielerin nominiert. Claudia Krebs erhielt auf dem Filmfest München eine Nominierung in der Kategorie „Deutsche Fernsehfilme“.